# برایان (تگزاس)
برایان، تگزاس(به انگلیسی: Bryan, Texas) شهری در ایالت تگزاس از ایالات جنوبی ایالات متحده آمریکا است. در سرشماری سال ۲۰۰۰، جمعیت این شهر ۶۷۲۶۶ نفر اعلام شد.